# Isla Sugar Loaf
La isla Levera (en inglés: Sugar Loaf Island o bien Levera Island) es una isla pequeña, de propiedad privada que se encuentra a unos cientos de metros de la costa de la esquina noreste de la isla y nación caribeña de Granada, en las Antillas cerca del Parque Nacional Levera (Levera National Park). Es parte de un pequeño archipiélago y se encuentra en las proximidades de Isla Verde (Green Island) y la Isla de Arena (Sandy Island) que están a la vez deshabitadas. Una casa de campo se encuentra en el extremo suroeste de la isla.